# Битка при Русион
Битката при Русион се провежда през зимата на 1206 година близо до крепостта Русион (Кешан,днешна Турция) между армиите на Българското царство и Латинската империя, при което сражение българите побеждават.

## Битка
В средата на януари 1206 г. българската армия се насочва на юг. Част от армията обсажда Одрин, а другите, под командването на Калоян, се насочват към Русион. Според бойния план на Калоян, латините трябвало да се принудят да излязат от крепостта. За тази цел малък отряд от кумани завладява малък и незначителен замък в покрайнините на Русион. Маневрата се оказва успешна и привечер на 30 януари рицарите тръгват от градските врати. Сенешалът Тиери дьо Лоос е извикан в Константинопол и конетабълът Тиери дьо Термонд, който е познат като безразсъдно смел човек, поема командването. Византийският историк Никита Хониат пише, че войските му са най-храбрите и дръзките сред цялата латинска армия. От Русион потеглят около 120 рицари и множество конни сержанти, които яздят цяла нощ. Сутринта на 31 януари те достигат до въпросното укрепление, където не намират никого и тръгват обратно. В същото време 7000 воини на цар Калоян незабелязано обхождат латинската армия и застават на около 7 км пред стените на Русион. Защитниците са много малко и не могат да направят нищо, освен да наблюдават безпомощно през крепостните зъбери. Оттам те виждат задаващите се части на кръстоносците, подредени в редица от четири отряда. Отпред е авангардът на Шарл дьо Френ. Следва отрядът на самия конетабъл Тиери дьо Термонд, а после е този на Андре дьо Боа и Жан дьо Шоази - двамата храбри рицари, изкачили първи стените на Константинопол при обсадата от април 1204 г. Колоната се завършва от ариегарда на Гийом дьо Лоос, брат на сенешала и син на граф Жерар дьо Лоос. Битката започва със страничните отряди. Частите на Гийом дьо Лоос са атакувани от друго българско формирование и въпреки отчаяната съпротива са разгромени. Битката се води докато армията е под строй, насочена към Русион и масата от биещи се войници бавно се придвижва към крепостта. На около 2 км от твърдината рицарската бойна формация най-накрая се разпада под българските нападения от двете страни. Рицарите се бият смело, но повечето от тях биват избити. Само 10 от 120 рицари успяват да достигнат Русион. Убити и пленени са стотици сержанти и спомагателни войници. В сражението падат всички командири на рицарите - Тиери дьо Термонд, Гийом дьо Лоос, Андре дьо Боа, Жан дьо Шоази, Шарл дьо Френ, Ги дьо Конфлан, Ори дьо Лил, Жан дьо Помпон. Оцелелите се измъкват от града през нощта срещу 1 февруари и се скриват в близката крепост Родосто.

## По-нататъшен развой
Преди да обсади Родосто, цар Калоян атакува в движение съседния град Апрос.Той се отбранява от значителен латински гарнизон начело с Бег дьо Франзюр, рицар от Бове и васал на убития при Адрианопол граф Луи дьо Блоа. Крепостта е превзета и разрушена, а в станалата битка загиват множество рицари и сержанти. Вилардуен отбелязва, че оцелелият при щурма Бег дьо Франзюр, командващ гарнизона, е умъртвен незабавно по заповедна българския владетел. Всички останали жители -гърци и латини са депортирани в Мизия. Родосто се оказва добре укрепена твърдина със значителен гарнизон от венецианци, подсилени от оцелелите от битката при Русион и взвод от 2000 войници, които пристигат по-късно. Според Жофроа дьо Вилардуен самото появяване на цар Калоян пред града предизвиква пълна паника. „Плъзна такъв ужас, че те разгромиха сами себе си.“ Венецианците се хвърлят към корабите си така трескаво, че почти се издавят в морските води. Византиецът Никита Хониат обаче твърди, че все пак става кратко сражение. Кръстоносците са победени, а Калоян разорява Родосто. След това българите овладяват множество други твърдини, включително Перинт, Чорлу, Аркадиопол (днес Люлебургаз, Турция), Месина, Даонион. Калояновите войски обсаждат и стратегическия град Димотика, който бива превзет през следващата година.

## Последици
В цялата военна кампания няколко венециански гарнизона са напълно унищожени. Анри Фландърски – новият латински император – се оказва принуден да поиска от френския крал помощ от още 600 рицари и 10 000 войници. За щастие на кръстоносците Калоян бива убит на следващата година (1207 г.) при обсадата на Солун, a царят-узурпатор Борил не успява да се възползва своевременно от нанесените върху латините удари.